# Moviment autònom
El moviment autònom (simplificat moltes vegades com autonomisme) és un corrent polític sorgit des de l'esquerra política i és, en alguns casos, part de les interpretacions del marxisme, marxisme llibertari (principalment) i coincideix amb alguns postulats de l'anarquisme. Promou un desenvolupament democràtic i socialitzant del poder polític, la democràcia participativa, l'horitzontalitat, i una constant adequació de les estratègies i tàctiques a les realitats concretes de cada espai.
Es caracteritza per criticar i evitar l'avantguardisme i el burocratisme dels partits i els sindicats d'esquerra clàssics des d'un discurs anticapitalista i antiestatista. Això apunta a analitzar, criticar i evitar en la vivència la determinació de les estructures de poder de la societat capitalista i estatal, per a així crear una autodeterminació de la vida que es basi en la capacitat positiva i productiva dels sectors subalterns dins de la modernitat i així també determinar a la societat.
Els seus partidaris solen ser anomenats "autònoms" o "autonomistes". També hi ha la tendència important d'emfatitzar la política prefigurativa, o aquella que en acció ja conté les formes socials que ese desitja que siguin norma de la societat. Així també la idea relacionada de la possibilitat d'experimentació social i rebel en l'ara i, per tant, la crítica a les visions que miren al món millor només capaç de fer-se realitat després de realitzar la revolució.

## Història
Té antecedents importants en posicions del marxisme llibertari com el comunisme de consells i l'esquerra comunista i també a l'anarquisme, anteriorment s'identificava com operaisme. Després de les revoltes europees dels seixanta emergiria la posició autònoma amb més força liderada per moviments de treballadors i d'estudiants que es rebel·laven contra l'avantguardisme i burocratisme dels partits comunistes.
En arribar la dècada dels setanta, aquesta posició influenciaria en incorporar noves lluites, com les dels migrants o les de dones i tindria noves expressions, com les dels centres socials i l'okupació i ja en la dècada de 2000 la iniciativa renovadora del primer de maig tradicional coneguda com a MayDay o a Amèrica Llatina el neozapatisme, allunyant-se d'aquesta manera, del tradicional subjecte revolucionari, almenys perdent aquest la seva exclusivitat. En tot cas, cal tenir en compte que la crítica a l'excessiu èmfasi o la identificació del subjecte revolucionari com la classe obrera ha existit sempre dins del socialisme. Es podria dir que l'anarquisme promou les posicions autonomistes en forma més constant que el marxisme encara que és clar que molts que s'identifiquen com a "autònoms" no s'adhereixen a l'anarquisme o tampoc necessàriament al marxisme. Així mateix hi ha alguns anarquistes que s'adhereixen a les posicions i moviments autònoms.

## Els seixanta i setanta: la crítica als partits comunistes i les revoltes obreres i estudiantils
En la meitat dels anys seixanta l'esquerra mundial es va veure impactada per esdeveniments com les descolonitzacions i els moviments d'alliberament nacional al Tercer món. D'altra banda a la Xina de Mao Tse Tung s'impulsava el procés conegut com la Revolució Cultural. Aquest moviment es caracteritzava per voler criticar el burocratisme i era portat a la pràctica per estudiants radicalitzats que denunciaven als vells dirigents del partit en les seves pràctiques burocràtiques o en els seus privilegis. Encara que aquest moviment es mantenia dins del projecte de partit únic dirigista i, per tant, dins del leninisme, de tota manera va ser font d'inspiració a tot el món per a una nova generació de militància revolucionària que volia renovar a l'esquerra en el que veia com estancament en les posicions, sobretot dels Partits Comunistes tradicionals i de la socialdemocràcia.
La fi dels anys seixanta veuria una revolta estudiantil d'abast global. És famosa la revolta estudiantil del maig del 68 a França. També caldria considerar les revoltes en països com els EUA, Alemanya, Bèlgica i Japó. En el context de la Primavera de Praga a Txecoslovàquia els estudiants van ser actors principals dels esdeveniments, així com a Polònia i Iugoslàvia. En el context llatinoamericà són famosos els esdeveniments de la matança de Tlatelolco, en la qual els estudiants a la Ciutat de Mèxic van ser cosits a trets per l'Exèrcit mexicà. En particular és interessant notar que dins del moviment estudiantil mexicà d'aquesta època existien alguns corrents de pensament de marxisme llibertari i freudomarxisme, en particular Herbert Marcuse. També a Argentina, especialment en la revolta del Cordobazo, els estudiants van tenir protagonisme essencial.
El que pot unir a aquestes lluites tan distants en el globus és en alguns casos la crítica a les concepcions i pràctica de l'esquerra tradicional per part d'estudiants radicalitzats amb un discurs més llibertari que l'esquerra marxista clàssica i en alguns casos articulat a nocions de freudomarxisme, de relectures de marxistes heterodoxos abans esmentats o d'aprofundiment del concepte de l'alienació.

## Influència de la Internacional Situacionista
L'aportació del situacionisme, el qual s'inspirava en el comunisme consellista i en la reflexió en el tema de l'alienació i la reïficació. Aquesta tendència va aconseguir internacionalitzar-se i tindria influència important en els moviments autònoms dels setanta. Així les crítiques principals als partits d'esquerra tradicionals, a les universitats, al sistema capitalista i l'estat anaven cap al burocratisme, l'autoritarisme i la centralització d'aquestes institucions. El llegat principal per als moviments autònoms dels setanta del situacionisme seria la problematització de la vida diària i la seva experiència subjectiva i la no intermediació en la resistència i la lluita per part de sindicats, partits o altres entitats burocràtiques. Així en aquests aspectes el situacionisme era potser el corrent més radical i renovador dels existents dins del maig francès que també incloïa a diversos tipus de marxisme i anarquisme.
La discussió al voltant d'aquests nous temes també va arribar a penetrar a sectors d'obrers organitzats. Al maig del 68 els obrers francesos van acompanyar en les protestes als estudiants, per a després d'aconseguir una pujada salarial tornar a la feina amb normalitat, tal com va manar el Partit Comunista Francès. A Itàlia, en canvi les revoltes obreres van continuar en forma important fins gairebé fins de la dècada dels setanta i, com veurem, en molts casos prengueren uns camins teoricopràctics als quals s'ha anomenat la línia del operaisme

## Moviment autònom a Itàlia i el seu llegat teòric
La línia autonomista extraparlamentària dins de l'esquerra comunista italiana va començar a prendre força en la dècada dels seixanta. Començava a fer-se més fort la insatisfacció dels comunistes obrers i estudiants amb la línia política del Partit Comunista Italià i també amb els sindicats propers a ell o els de la socialdemocràcia. Aquestes posicions van motivar cada vegada més l'autoorganització d'aquests sectors.
Des d'aquestes posicions van aparèixer reflexions inspirades en els escrits de Socialisme o barbàrie a França i la Tendència Johnson-Forest -americà de dècades anteriors-. Aquests escrits tractaven d'estudiar les vides dels treballadors i les resistències obreres que incloïen diverses formes d'acció directa. Aquestes van influenciar a revistes de reflexió teòrica militant com Quaderni Rossi, juntament amb el seu successor Classe Operaia, les quals van ser influents en el desenvolupament de la perspectiva autònoma italiana. Aquestes dues revistes van ser fundades per Antonio Negri i Mario Tronti. La primera va existir entre 1961 i 1965 i la segona entre 1963 i 1966.
Ja a finals de la dècada dels anys seixanta eren actius dos grups d'obrers organitzats des d'aquesta perspectiva. D'una banda estava Lotta Continua, liderat per Adriano Sofrito i Potere Operaio, liderat per Antonio Negri, Franco Piperno, Oreste Scalzone, i Valerio Morucci. Aquests van desenvolupar reflexions i pràctiques d'acció directa front els patrons i l'estat en alguns casos reminiscents de l'anarcosindicalisme.

## Negri, teòric principal de l'autonomisme italià
El moviment estudiantil autònom va aparèixer amb força des de 1966 i realitzava diverses accions directes com revoltes, ocupacions d'edificis universitaris i altres mesures, com refusar el pagament de serveis públics com transport, l'electricitat, gas, renda i menjar. Molts enfrontaments van tenir lloc entre els estudiants i la policia durant les ocupacions d'universitats en l'hivern de 1967-1968, durant les ocupacions obreres de Fiat al març de 1968, ia Roma durant la "Batalla de Valle Giulia". El contingut bàsic d'aquestes accions era desafiar obertament les formes del capitalisme i la propaganda pel fet. Les organitzacions com Potere Operaio i Lotta contínua desaparèixer al començament i mitjans dels setanta. El diari Lotta contínua va seguir existint fins a 1982.
A mitjans dels setanta va començar a gestar-se un important moviment de Ràdio lliure iniciat pels nous militants autònoms. Entre les més importants ràdios van estar Ràdio Ona Rossa de Roma, Ràdio Alice de Bolonya, Controradio de Florència, Ràdio Sherwood de Pàdua i altres menors, a Itàlia. Les noves formes que impulsaven els moviments autònoms desafiaven les velles estructures i formes de l'esquerra tradicional. Així descriu un participant en aquests moviments, el filòsof-militant conegut com a Bifo:
| «                                     | "Pensem en les ràdios lliures italianes dels anys '70. En aquells anys a Itàlia hi havia un monopoli estatal de la telecomunicació i estava prohibida l'emissió privada. L'esquerra política, especialment el PCI, denunciava els activistes mediàtics de Ràdio Alice a qui acusava de trencar el sistema públic de comunicació i d'obrir així el camí als mitjans privats. Cal pensar que tenia raó l'esquerra estatista que s'oposava a la proliferació comunicativa en nom de la defensa del sistema públic? No ho crec així. Crec que l'esquerra tradicional s'equivocava per diverses raons. En primer lloc, perquè la fi del monopoli públic estava ja inscrit en l'evolució de la tecnologia de la comunicació. En segon lloc, perquè la llibertat d'expressió és millor que la centralització estatal dels mitjans. En aquest moment l'esquerra representava una força de conservació estatista, tant a Itàlia com en els països de l'Est d'Europa ". | » |
| — Bifo, Què significa avui autonomia? | |   |

La dispersió del moviment a mitjans dels setanta va ser corregida entre 1976 i 1978 pel nou moviment conegut com a Autonomia Operària. En aquest seguir participant figures més antigues com Oreste Scalzone, Franco Piperno, Antonio Negri i Franco Berardi, també conegut com a "Bifo" (en la Ràdio Alice). El moviment es va posar actiu especialment el 1977 després de l'assassinat per part de la policia del membre de Lotta Continua Francesco El Russo a Bolonya. Aquest esdeveniment va causar una sèrie de demostracions en tot Itàlia. La universitat de Bolonya i La Sapienza de Roma van ser ocupades pel moviment d'estudiants. La dura repressió estatal va ser denunciada des de França per intel·lectuals simpatitzants del moviment com Michel Foucault, Jean-Paul Sartre, Gilles Deleuze i Félix Guattari, els quals també es van oposar a la crítica del Partit Comunista Italià de l'ocupació de la universitat de Bolonya. En aquest temps el PCI estava promovent la seva nova política d'eurocomunisme i l'anomenat "Compromís històric" amb la Democràcia Cristiana.
Caldria prendre també en compte altres corrents que van participar en les revoltes de 1977, o el que s'ha arribat a anomenar el moviment del '77. D'una banda aquest va ser protagonitzat pel grup indiani metropolitani, el qual recuperava les aportacions del situacionisme, el dadaisme i el happening en la lluita. D'altra banda hi ha el sector que va decidir prendre les armes, com va ser el cas de les Brigades Roges, les quals es van fer internacionalment famoses pel segrest i assassinat del diputat democristià Aldo Moro.
Després d'aquest incident els grups autònoms van patir una onada repressiva que va acabar empresonant a molts dels militants, com va ser el cas del mateix Antonio Negri, que va ser acusat de participar en el pla que va assassinar Aldo Moro. Aquesta onada repressiva debilitar molt al moviment. Aquest va acabar influenciant a nous militants joves en els vuitanta i noranta, sobretot en el moviment de Centres Socials i en el de sindicalisme de base. El moviment autònom italià actual també participa en el moviment de migrants i desocupats. En molt gira actualment al voltant dels centres socials. Organitzacions que van guanyar notorietat després dels esdeveniments de la cimera del G8 a Gènova són Tute Bianche i l'Associació Ja n'hi ha prou.

## Desenvolupament teòric de l'operaisme i autonomisme italians
Michael Hardt ha afirmat que en el moviment autònom italià dels seixanta i setanta "la diferència del pensament italià respecte al d'altres països, però, no pot comprendre sense haver entès, d'alguna manera, la diferència assenyalada dels moviments socials i polítics italians. La teorització, de fet, en els últims trenta anys, ha cavalcat en l'ona dels moviments, emergint com a part d'una pràctica col·lectiva. Els escrits sempre han tingut una immediatesa política real: donaven la impressió d'haver estat realitzats en moments robats, semblants a una nit profunda, per tal d'interpretar la lluita política del dia previ i preparar les lluites successives. Durant molt de temps, molts d'aquests autors eren d'una banda teòrics, de l'altra continuaven diàriament amb la seva militància política activa ". [ 1] Així doncs es va elaborar una sèrie de posicionaments i elaboracions teòric-estratègiques sobre la lluita anticapitalista des de la pràctica mateixa.
Mentre doncs emergeixen alguns conceptes importants i una línia argumentativa que caldria considerar (les cursives no estan en el text original):
| «                                    | "La teorització política radical més significativa d'aquest període va tenir a veure amb l'autonomia emergent de la classe treballadora respecte al capital, el poder d'aquesta classe per generar i sostenir formes socials i estructures de valoració independents de les relacions de producció capitalista i, anàlogament, l'autonomia potencial de la força social del domini de l'Estat. Un dels eslògans principals del moviment va ser "el rebuig del treball", que no significava un rebuig de l'activitat creativa o productiva, sinó més aviat un rebuig del treball dins de les relacions de producció determinades del capital. El anticapitalisme dels grups de treballadors i estudiants es tradueix directament en una oposició generalitzada a l'Estat, als partits tradicionals i als sindicats institucionals ". | » |
| — Michael Hardt,El laboratori Italià | |   |

A l'autovaloració per part dels sectors subalterns hi ha el fet autonòmic:
| «                                     | "La teoria política que emergia d'aquests moviments intentava formular nocions democràtiques alternatives de poder i insistia sobre l'autonomia del social contra el domini de l'Estat i el capital. L'autovaloració era el concepte principal que circulava en el moviment, i es referia a les formes socials i les estructures de valorització que eren relativament autònomes i suposaven una alternativa efectiva als circuits de valorització capitalista. L'autovaloració era considerada la pedra sobre la qual construir una nova forma de socialitat, una nova societat. | » |
| — Michael Hardt, El laboratori Italià | |   |

## El moviment autònom a França i Alemanya
França
La situació va ser molt diferent a França que a Itàlia després de 1968. Mentre que les revoltes obreres van ser constants fins als setanta a Itàlia, a França aquestes van ser gairebé inexistents. De tota manera el moviment i la reflexió de l'autonomisme italià va influenciar a França en formes diverses. Així doncs tenim la publicació anomenada Matériaux pour l'intervention (1972-1973) de Yann Moulier-Boutang, un economista francès proper a Antonio Negri. Això conduiria a la creació del grup Camarades (1974-1978) per Moulier-Boutang. Juntament amb altres, Moulier-Boutang s'uniria al Centre International pour des Nouveaux Espaces de Liberté (CINEL), fundat tres anys abans per Félix Guattari, i donaria refugi a 300 activistes italians a França acusats de terrorisme.
El moviment autònom així es va organitzar a la AGPA (Assemblée Parisienne des Groupes Autonomes 1977-78). Moltes tendències eren presents en aquesta, com ara la Organisation Communiste libertaire (OCL - un grup anarcocomunista), el grup conegut com a Autonomia desitjant de Bob Nadoulek, i també okupes i altres tipus de grups. Els autònoms francesos també van fer costat a presoners polítics de la guerrilla Rote Armee Fraktion alemanya (RAF).
En aquest context va aparèixer el grup militant Action Directe el 1979. Aparentment el grup va assumir responsabilitat pels assassinats del Gerent de Renault Georges Besse. Després es va suggerir que l'assassinat en realitat havia estat provocat pels serveis secrets iranians. Action Directe es va dissoldre en 1987.
En els 1980, el moviment autònom francès va disminuir en activitat encara que va romandre actiu en algunes revoltes i ocupacions. En aquesta dècada va publicar els diaris CAT Pages (1981-1982), Rebelle (1981-1993), Tout! (1982-1985), Molotov et Confetti (1984), Les Fossoyeurs du Vieux Monde, La Chome (1984-1985) i Contre (1987-1989).
En els noranta i 2000 ha estat en les lluites dels migrants (Collective Des Papiers pour tous el 1996; Collectif Anti-expulsió, entre 1998-2005), d'aturats (Travailleurs, Chômeurs, et Précaires en colère, TCP), i l'Assemblée générale des chômeurs de Jussieu ("Assemblea General dels desocupats de Jussieu"). També es va estar en les lluites del moviment antiglobalització. Algunes publicacions importants són Quilombo (1988-1993), Apache (1990-1998), Tic-Tac (1995-1997), Karoshi (1998-1999), i Tiqqun (1999-2001).
El desembre de 2003 centenars de desocupats van irrompre en un supermercat molt conegut i van portar una acció per "l'autoreducció de preus". Així mateix el moviment va participar en les protestes de 2006 contra la nova llei d'educació.
Alemanya

A Alemanya, el terme Autonome es va usar a finals dels anys setanta per anomenar als sectors més radicals de l'esquerra i en alguns casos als sectors anarquistes i anarcocomunistes. Aquests moviments participaven en accions com les contràries a les plantes d'energia nuclears (Brokdorf 1981, Wackersdorf 1986) o a la construcció d'aeroports (Frankfurt 1976-1986). El moviment okupa també va ser molt actiu des dels seixanta i en aquest participaven els autonome.
Les tàctiques dels autonome'incloïen la construcció de barricades i el llançament de pedres i còctels Molotov a la policia. A causa del seu vestit (roba negra, màscares d'esquí, escuts) els autonome van ser anomenats Der Schwarze Block pels mitjans de comunicació alemanys massius, i aquestes tàctiques són similars i van anunciar les actuals de Bloc Negre.
Avui en dia el moviment autònom alemany es concentra en l'antifeixisme, l'ecologisme, el moviment de migrants, el feminisme i altres causes.

## Autonomisme a Amèrica Llatina
Les perspectives del marxisme llibertari no van tenir difusió i influència a Amèrica Llatina fins als anys seixanta. En aquesta dècada de totes maneres el freudomarxisme i les postures de l'Escola de Frankfurt van tenir una forta influència en el moviment estudiantil mexicà que va patir la matança de Tlatelolco el 1968. En tot cas la majoria de la nova militància jove d'esquerra a Amèrica Llatina fins als vuitanta va assumir posicions dins de l'espectre de la socialdemocràcia o del marxisme-leninisme en les seves variants típiques de l'època, com el guevarisme, el maoisme o el trotskisme. Les idees autonomistes italianes o europees van tenir poca o nul·la difusió a Amèrica Llatina fins a aquesta època. En alguns llocs, com Brasil o Argentina, existien grups de tendència anarquista amb alguna influència en sectors d'obrers i estudiants. De tota manera val la pena ressaltar com una cultura més llibertària d'esquerra política venia gestant-se lentament des dels seixanta, sobretot motivada, com a Europa, per la insatisfacció pel burocratisme, autoritarisme i avantguardisme de l'esquerra política tradicional.
Així doncs aquesta cultura es va expressar en algunes seccions del moviment estudiantil llatinoamericà a partir de la dècada dels vuitanta. En esdeveniments com les revoltes contra la dictadura de Augusto Pinochet a Xile, les accions eren coordinades en forma més en xarxa i l'avantguardisme de l'esquerra tradicional pesava poc. En aquestes accions participaven moviments estudiantils, de barri, o de treballadors. Similars situacions es van donar en les lluites contra les dictadures dels setanta i vuitanta però la major atenció i lideratge el tenien l'esquerra tradicional i les guerrilles marxistes-leninistes, com el FPMR, de Xile, la guerrilla maoista Sendero Luminoso, del Perú, o el FMLN, el FSLN i la UNRG a Amèrica Central.
Un trencament important tant en les formes com en la teoria es va donar amb la caiguda del Mur de Berlín. La situació cridava al replantejament de les tàctiques i les formes fora de l'avantguardisme, el burocratisme i l'autoritarisme. El moviment més important que va influenciar una línia política més autònoma i llibertària va ser el EZLN quan es va alçar en armes públicament, el primer de gener de 1994, just quan es posava en pràctica el TLCAN. Aquest es va plantejar com un moviment de resistència més que un de presa del poder, amb una base social a les comunitats indígenes de l'estat mexicà de Chiapas. Això significava un trencament significatiu amb les formes del marxisme-leninisme clàssic. La cultura política de l'EZLN va començar a influenciar a moviments estudiantils i de tota classe a Mèxic i també va motivar la solidaritat i l'adhesió d'una gran diversitat de moviments socials en la iniciativa coneguda com a Front Zapatista d'Alliberament Nacional o FZLN.
L'EZLN el 1995 va decidir organitzar una Trobada Intercontinental per la Humanitat i contra el neoliberalisme al qual van assistir moltes organitzacions polítiques i socials de tot el món. En aquesta trobada i les següents seria notòria la participació de moviments autonomistes i llibertaris europeus d'Espanya i Itàlia. Aquests moviments europeus giren molt al voltant de les iniciatives autònomes en les quals tenen especial importància les dels Centres Socials Okupats. La influència posterior del neozapatisme en aquests moviments seria important així com la solidaritat que es va manifestar en l'organització a Europa de comitès de solidaritat amb la causa zapatista.
En el següent extracte d'una entrevista al militant autònom italià contemporani Luca Casarini podem veure la trobada que es va donar entre les perspectives autònomes italianes amb el neozapatisme llatinoamericà:
| «                                                                     | "El '94 és l'any fonamental en què aconseguim l'esperit del que ja érem, vam aconseguir veure un somni novament. Fins llavors hi havia hagut un gran treball de automotivació, de construcció de resistència, de petites hipòtesis de perspectiva, però faltava alguna cosa, faltava un somni comú, una empenta d'imaginari, algú que ens digués que tenim germans i germanes en altres parts del món, que ens indiqués alguna cosa. El 94 ha estat per a nosaltres la salvació: l'aixecament zapatista. Comencem a aprendre dels germans zapatistes tot allò que ens servia per poder moure'ns en aquest nou món, aprendre a produir experiències innovadores, nous llenguatges, nous llocs, nova política. L'aixecament zapatista trenca tots els paradigmes, i ens dona també una extraordinària força d'imaginari i de son, i trenca també els paradigmes de tota l'esquerra, fins i tot la extraparlamentària, el paradigma de la presa del poder, de l'enfrontament militar, de la dictadura del proletariat, de la configuració unívoca de la classe. El zapatisme es dirigeix als gais, a les lesbianes, als joves, precaris i aturats, no fa servir el terme "proletariat", que podia convertir-se en un fetitxe que no expliqués les modificacions de la societat postfordista en la qual la figura social productiva es dona com a atomització i multiplicació de les figures socials productives, que ja no tenien com a centre la gran fàbrica, sinó la transmigració de la gran fàbrica a la fàbrica social. Parlem d'una dimensió biopolítica, que portava al capital neoliberal a traspassar la frontera de la vida, ja ocupar-se del ADN, a produir logos i comportaments socials, no només com dinàmiques de control i disciplina, sinó com dinàmiques de producció. Calia aprendre el que significava construir moviment, estar dins dels moviments, el significat de l'acció política de part però no autosuficient. Tot això els zapatistes comencen a introduir-lo i per a nosaltres és una cosa extraordinària, és un respir increïble d'alleujament. Ens ajuda també a no tenir por d'equivocar-nos, ens ajuda a tenir un gran estímul per dir que l'únic que podem perdre són les cadenes, que ningú té la veritat a la butxaca, que els "templers" i els que custodien la memòria són els nostres pitjors enemics, perquè la història està encara per construir, que no hi ha una línia política, sinó experimentacions, experiències, exemples. Ens ajuda a dir que la comunicació és un terreny no només de producció, no només de control i disciplina, sinó un terreny de lluita política i també un terreny d'organització. S'aconsegueix una alternativa, que té una perspectiva diversa de les clàssiques formes d'organització, com el partit i el sindicat, a les quals no sabíem donar resposta. Ens parla de comunitat, que no és una comunitat biològica, sinó una comunitat de destí. Ens parla de ciutadania, de drets de ciutadania. El zapatisme ens ajuda a dir que local i global són dues esferes que s'han de creuar, que han de viure en l'activitat política que fem sense determinar la superioritat de cap d'elles. El conflicte i el consens, tot el referit, en les societats modernes, a la producció d'opinió, a la força de convèncer, coses que fins llavors estaven en el nostre cap, en el nostre estómac, però sense organitzar-se. Es comença a escriure una nova història, una nova paraula de l'alliberament. Des d'aquí donem un salt, i comencen les experiències més innovadores; l'inici en el nord-est de los trabajos sobre federalisme, la reapropiació dels mitjans administratius com a dinàmica de radicalitat, d'un nou mecanisme de la práctica del conflicte, etc.". | » |
| — Pablo Iglesias, Ciclos del movimiento: entrevista con Luca Casarini | |   |

Aquí ja es va donar un interessant trobada entre realitats molt diferents a través de perspectives similars de la lluita i el canvi social revolucionari. Però en forma encara més important el que es començava a donar aquí és potser els inicis del moviment alterglobalització, el qual s'enlairaria sobretot després de les Manifestacions contra la cimera de l'OMC a Seattle, el 1999. Les trobades zapatistes internacionals van ser potser les primeres iniciatives d'aquest moviment de caràcter global.
En l'àmbit llatinoamericà la influència zapatista va començar a prendre força expressiva a través dels moviments alterglobalització de la regió, visibles a través de les manifestacions contra el "lliure comerç" des dels noranta. De tota manera s'adverteixen especificitats en aquest tema:
| « | "La influència del zapatisme pot rastrejar-se en bona part dels moviments juvenils i estudiantils de tot el continent; hi ha forta empatia entre els moviments indígenes continentals i el zapatisme, sens dubte, perquè comparteixen una mateixa cosmovisió, per contra, fora d'aquests espais, l'impacte del zapatisme no és tan evident, encara que la crisi de les esquerres partidàries i les dificultats que travessa el moviment popular han convertit el EZLN en un referent necessari, tot i que encara llunyà. En línies generals, les empremtes que va deixant el zapatisme en Amèrica Llatina són més visibles en el moviment social argentí que va emergir en les jornades del 19 i 20 de desembre de 2001 que a la resta del continent. Potser, per tractar-se del més recent, menys institucionalitzat i més obert dels moviments que recorren la regió". | » |

Val la pena destacar que bona part dels referents de la Coordinadora Aníbal Verón són joves que es van formar en lectures zapatistes, quan a mitjans dels noranta els comunicats del subcomandant Marcos captivaven als joves, des dels estudiants universitaris fins als desocupats de barris marginals. Una de les peculiaritats del cas argentí respecte al zapatisme és la identificació d'un sector del públic roquer, i de les bandes de rock, amb Marcos i el EZLN.
Des de mitjans dels noranta, gràcies al doble influència de l'experiència zapatista i de les noves cultures juvenils, va anar guanyant terreny la idea d'horitzontalitat. En un principi, es tractava d'un rebuig visceral de les pràctiques centralistes i jeràrquiques de l'esquerra i els sindicats. Posada a caminar, la mateixa horitzontalitat va anar guanyant espais, expandint-se, i va acabar enriquint la vida quotidiana de grups de dones, de joves i cada vegada més de desocupats i camperols. Cal destacar el cas de l'organització HIJOS (Filles i fills per la Identitat i la Justícia contra l'Oblit i el Silenci), de desapareguts per la dictadura, de l'Argentina. La profunditat de les seves definicions corre parella amb la profunditat de les seves accions: en pocs anys es van guanyar el respecte del conjunt del moviment popular, dels mitjans i els intel·lectuals i, sobretot, van aconseguir que l'acció que els caracteritza, el "escrache" o escarni públic (concentració davant del domicili d'un genocida perquè el conegui tota la comunitat), hagi estat adoptada per àmplies franges de la societat en els períodes de majors mobilitzacions.
Aturar-se en l'experiència de HIJOS suposa il·luminar una forma d'aturar-se en les lluites socials molt similar a la del zapatisme. HIJOS es defineix com una "organització horitzontal amb voluntat de consens". Ha fet de l'asimetria un senyal d'identitat: "No té sentit referenciar tot el temps en l'enemic, i com l'enemic diu 'blanc' nosaltres, per combatre el sistema, hem de dir 'negre'" (Situacions, 2002). No busquen que la justícia castigui els genocides ni proposen tan sols un "càstig popular", sinó alguna cosa més profunda: que cada barri on viuen sigui la seva presó, que cada veí seu carceller. En apostar pel càstig social busquen implicar (i ho fan) al conjunt de les xarxes i organitzacions de cada lloc en els "escraches", de manera que treballen durant mesos amb ells, delimitant amb els temps del sistema i dels mitjans i atenent només els "temps interiors" del moviment social. Els resultats són sorprenents: no només desenes d'assemblees veïnals van realitzar al llarg de 2002 centenars de "escraches" a militars genocides, sinó que molts van haver de traslladar-se, ja que els veïns els negaven la salutació i tenien grans dificultats per comprar el pa i el diari al barri. Per HIJOS, l'horitzontalitat i la reconstrucció dels llaços solidaris destruïts per la dictadura són eixos tan importants com el càstig als genocides. És a dir, qüestions de principis
Així s'ha manifestat la influència del zapatisme en el continent en expressions activistes de nous militants joves en molts casos fins i tot aliens a l'experiència formativa dins el marxisme-leninisme clàssic o la socialdemocràcia. El cas argentí mereix atenció així encara similars casos es donen en altres costats del continent. En aquest cas doncs val la pena esmentar les aportacions recents a la teoria autonomista que van sorgir a la calor de l'experiència zapatista mexicana com són els del sociòleg escocès radicat a Mèxic John Holloway. En el seu famós tractat Canviar el món sense prendre el poder es troben les reflexions de marxisme llibertari de l'Escola de Frankfurt amb les pràctiques del neozapatismo i les reflexions autonomistes italianes i d'altres costats. Aquestes reflexions així doncs van tenir ressò en altres llocs:
| « | "L'impacte del" no prendre el poder estatal "en el moviment piquetero i assembleari, pot verificar de forma molt directa: Argentina és el país on tant les tesis de Holloway com les de l'EZLN han traspassat les fronteres de la intel·lectualitat i la militància per fer carn en àmplies franges del moviment social, comptant amb una difusió inusitada en altres països llatinoamericans " | » |

Amb la influència del zapatisme a Mèxic, també es va veure el sorgiment de noves organitzacions armades que van representar un punt de ruptura important amb la visió tradicional del marxisme leninisme, i també amb la tradició de l'avantguardisme guerriller i el foquismo. És de notar el cas a Mèxic de l'Exèrcit Revolucionari del Poble Insurgent (ERPI). Aquesta organització sosté que la construcció d'una nova societat no és un procés a posteriori, és a dir, que la revolució no és una promesa futura, sinó que es porta a terme "aquí i ara" a partir de la construcció del "poder popular". Segons Jacobo Silva Nogales, excomandant fundador del ERPI:
| « | "El poder popular necessàriament ha d'impulsar canvis profunds, que abracen també el nivell microsocial: que vol acabar amb la repressió a la família, al'escola, a la feina, en les cultures. Per això és que el poder popular s'ha de construir, sense excusa ni pretext, en el aquí, a l'ara, des de baix i fins a les últimes conseqüències " | » |

Encara que aquesta organització no es defineix necessàriament com autonomista, els seus plantejaments s'emmarquen en les tendències de l'autonomisme llatinoamericà. Tot i ser una organització guerrillera, els objectius plantejats per l'organització que parla d'autogestió i autonomia estan més lluny del guevarisme que l'autonomisme. I en això es poden veure moltes coincidències amb el zapatisme. A la seva pàgina web es pot llegir que:
| « | "No volem prendre el poder polític per a nosaltres, ni per alguna altra organització en particular, ni que sigui exercit per alguna organització-del tipus que sigui-en interès del poble. Ni el poder d'una sola classe social. Volem el poder del poble en el seu propi interès. Serà precisament el poble qui decideixi les formes i modalitat del seu govern, a més de la forma en què aquest sigui vigilat pel mateix poble. La màxima zapatista per a tots tot, res per a nosaltres expressa clarament aquest plantejament ... La nostra organització es planteja, primer de tot, construir el poder popular que permeti l'exercici de la sobirania popular, perquè el poble pugui governar-se a si mateix, de manera democràtica. Lluitem, en altres paraules, per una transformació revolucionària de la societat. | » |

És clar que en la cultura dels nous militants joves radicals llatinoamericans també pesen la influència de moviments de masses com L'MST brasiler o els moviments indígenes com la CONAIE a Equador i posteriorment els moviments argentins que van prendre visibilitat després del argentinazo o els moviments indígenes, camperols i de barri de Bolívia. Aquests moviments en alguna o altra manera mostraven alternatives reals a l'avantguardisme, burocratisme i dogmatisme de l'esquerra marxista-leninista tradicional o electoralisme i reformisme de la socialdemocràcia, en aquestes èpoques tan establerta a posicions light.
En alguns països en els anys 2000 a Amèrica Llatina es va començar a assajar en forma important experiències al voltant de centres socials així com ja existien des de dècades anteriors experiències de ràdio lliure. Això espais solen tenir una marcada tendència juvenil quan són urbans i en ells coexisteixen la subcultures juvenils radicals juntament amb la militància autònoma anticapitalista. En les experiències de ràdio lliure de moviments rurals com les emissores de ràdio de l'EZLN els continguts són diferents encara que les característiques de mitjans de comunicació alternatius es mantinguin.
A la meitat dels anys 2000 l'entrada dels governs progressistes de centreesquerra va causar que alguns sectors de moviments socials prèviament autònoms entrin dins de l'esfera d'influència i lideratge d'aquests. El debat en l'àrea presenta noves condicions a considerar i en aquest inclusivament ha decidit prendre part Antonio Negri amb el seu llibre escrit amb Giuseppe Cocco títol global: Biopoder i lluites en una Amèrica Llatina globalitzada. En aquest ell proposa un conflicte entre el "govern de la interdependència" i el "bloc biopolític" del capital. Aquest últim es podria entendre com l'imperialisme i el primer el bloc de governs i moviments socials progressistes llatinoamericans actuant en creixent consciència d'interdependència en la lluita.
Des d'altres sectors associables a l'autonomisme les perspectives han estat analitzades menys entusiasme que les que el "guru" teòric de l'autonomisme italià Antonio Negri fa en global. Així doncs l'uruguaià Raúl Zibechi ha manifestat que "fins ara, només els moviments socials tenen experiències concretes de construcció de contrapoders o, si es prefereix, de poders no estatals, que no són calc i còpia del centralisme estatista. En alguns països, manera molt particular a Bolívia i Equador, hi ha potents moviments des de molt abans de l'arribada a palau d'Evo Morales i Rafael Correa. Aquí poden-només poden-consolidar-se i expandir experiències que fins ara s'han verificat a escala local i territorial, experiències puntuals si es vol, però que poden marcar el rumb de formes de fer-que d'això es tracta-diferents a les ja conegudes. Falta per veure si l'aparell estatal, en mans ara de persones afins als moviments, pot representar un pas endavant en l'expansió d'aquestes experiències o, com ha succeït en tantes altres ocasions, la seva ocàs, ja sigui per la via de la cooptació o de l'aniquilació burocràtica ".